# Exogone hebes
Exogone hebes är en ringmaskart som först beskrevs av Webster och Benedict 1884.  Exogone hebes ingår i släktet Exogone och familjen Syllidae. Arten är reproducerande i Sverige.

## Underarter
Arten delas in i följande underarter:
- E. h. hibernica
- E. h. meridionalis